# SBB Tm 234.4
Die Tm 234.4 (»DART«, Diesel-Arbeits- und Rangiertraktor) sind zweiachsige Baudiensttraktoren der Schweizerischen Bundesbahnen (SBB), der Transports de Martigny et Régions (TMR) und des Gleisbauunternehmens Scheuchzer. Die Fahrzeuge für die SBB wurden zwischen 2018 und 2021 in 37 Einheiten von Windhoff hergestellt, sind der SBB Infrastruktur zugeordnet und ersetzten die älteren Fahrzeuge des Typs Tm 232 (ehemals Tm III). Die TMR bestellte ein Exemplar des Tm 234.4. Es wurde unter der Nummer Tm 234 355-6 registriert und im Herbst 2023 in Dienst gestellt.
Die Fahrzeuge werden für Instandhaltungsarbeiten der Fahrbahn, der Sicherungsanlagen und der Kabelanlagen, zur Bespannung von Bauzügen, im Vorspanndienst vor Gleisbaumaschinen und im Winter zur Schneeräumung eingesetzt.

## Geschichte
2016 betrieb die Division Infrastruktur der SBB 51 Baudiensttraktoren des Typs Tm 232 und 124 Baudiensttraktoren des Typs Tm 234, wobei die Fahrzeuge des Typs Tm 232 das Ende ihrer Lebensdauer erreicht hatten. Im November 2015 schlossen die SBB mit Windhoff einen Vertrag über die Beschaffung von 35 neuen Bauzugmaschinen im Gesamtwert von 70 Millionen Euro ab.
Zunächst wurden 5 Vorserienexemplare mit den Nummern 401 bis 405 gebaut, das erste verließ am 4. Juli 2018 die Werkshallen. Diese 5 Fahrzeuge wurden bis Ende September 2019 einer Betriebserprobung unterzogen, bei der einige kleinere Mängel im Hinblick auf die Serienproduktion behoben werden konnten.
Das erste Fahrzeug der Serienproduktion, nämlich der Tm 234 406, wurde im Mai 2020 in Dienst gestellt und das letzte Exemplar wurde im Dezember 2021 als Tm 234 437 ausgeliefert.
Die Prototypen 401, 402 und 405 wurden 2020 an Windhoff zurückgegeben. Während der 405 später von den SBB übernommen wurde, wurden die 401 und 402 durch Serienfahrzeuge ersetzt und an die Firma Scheuchzer verkauft.

## Konstruktion

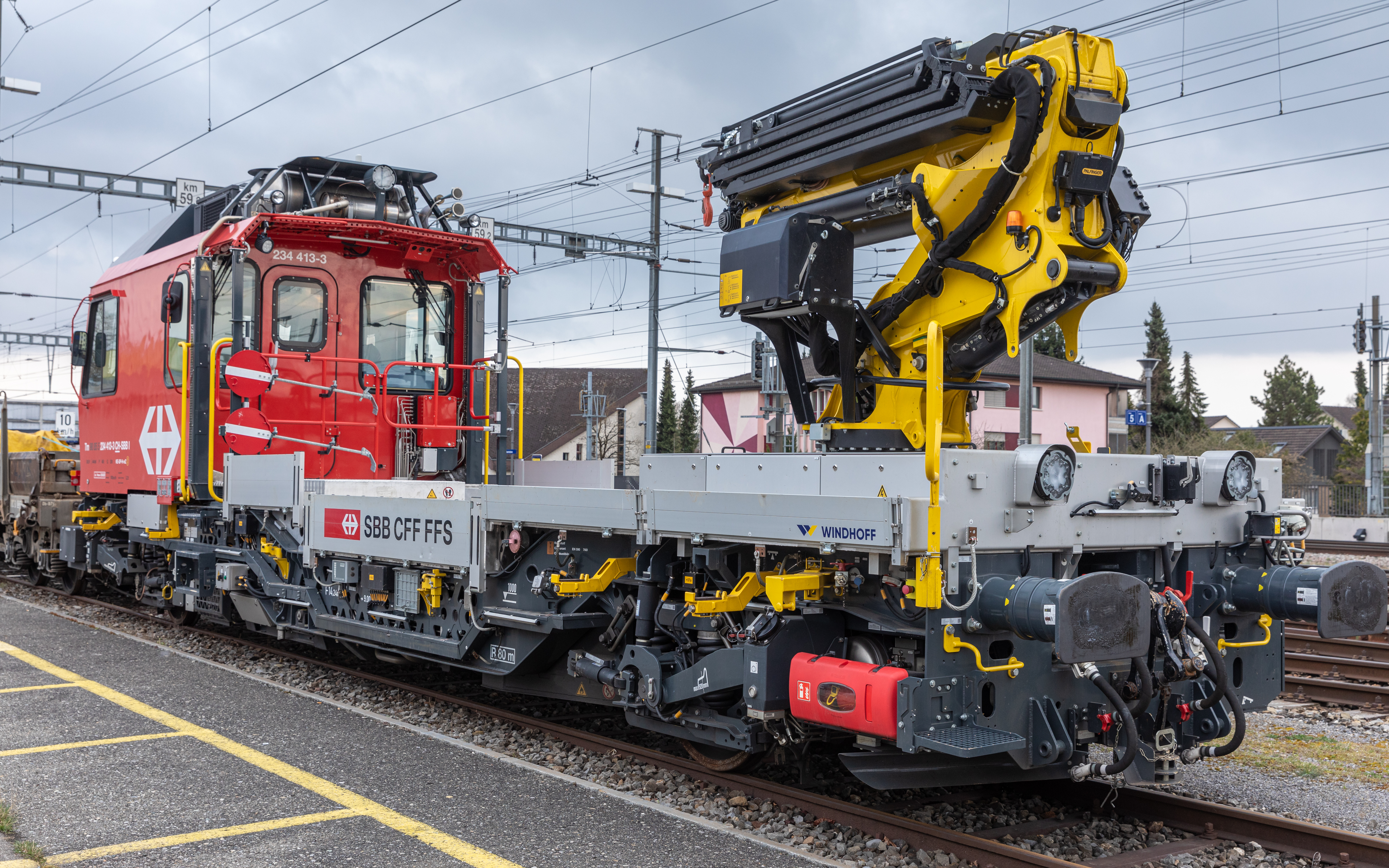
Rückseite mit Ladebühne und Ladekran

Das Fahrzeugkonzept entspricht weitgehend dem des Typs Tm 234. Unterschiede bestehen vor allem im Antriebskonzept, dem Ladekran und der Ladebühne, einer erweiterten Arbeitsbeleuchtung, einer ETCS Baseline 3 Fahrzeugausrüstung für Level 2, einer Mehrfachtraktionssteuerung sowie einer Klimaanlage.
Es handelt sich um zweiachsige Fahrzeuge mit der Achsanordnung B und einem Endführerhaus. Im Anschluss an das Führerhaus befindet sich eine gekröpfte Ladebühne mit zwei Ebenen; die abgesenkte Ladebühne ermöglicht ein bequemes Be- und Entladen von Werkzeugen und Materialien vom Gleisbett aus. Am anderen Ende des Fahrzeuges befindet sich ein Ladekran der Firma Palfinger vom Typ PR220 HPLS mit neigbarer Drehsäule, einem Hubmoment von 22,5 mt und einer Reichweite von bis zu 11 Metern. Damit kann auch Material von einem angehängten Flachwagen entladen werden.
Die Fahrzeuge erhielten einen Hauptdieselmotor und einen kleineren Hilfsdieselmotor sowie einen kombinierten hydrodynamischen und hydrostatischen Antriebsstrang. Der Hauptdieselmotor vom Typ Caterpillar C18 hat eine Leistung von 522 kW und ist über eine elastische Kupplung mit dem Pumpenverteilergetriebe und dem Strömungsgetriebe Voith T212 verbunden. An das Pumpenverteilergetriebe sind über schaltbare Kupplungen mehrere Hydraulikpumpen für die Hilfs- und Nebenbetriebe angeschlossen. Hinter dem Abtriebsflansch des Strömungsgetriebes ist ein Stirnradgetriebe angeordnet, das über eine Gelenkwelle mit dem Radsatzgetriebe des Radsatzes 2 verbunden ist. Das Radsatzgetriebe des Radsatzes 1 wird hydrostatisch von Hydraulikmotoren angetrieben, die auf einem Summiergetriebe montiert sind. Der Hilfsdieselmotor vom Typ Caterpillar C4.4 hat eine Leistung von 129 kW und ist mit einem zweiten Pumpenverteilergetriebe verbunden, an dem auch mehrere Hydraulikpumpen für die Hilfs- und Nebenbetriebe angeschlossen sind. Im Streckeneinsatz treibt der Hauptdieselmotor den Antriebsstrang an, bei Bedarf kann der Hilfsdieselmotor zusätzlich zur hydrostatischen Versorgung des Radsatzes 1 zugeschaltet werden. Bei Arbeitsfahrten kann mit dem Hilfsdieselmotor rein hydrostatisch gefahren werden.